# کودک کار در تولید کاکائو

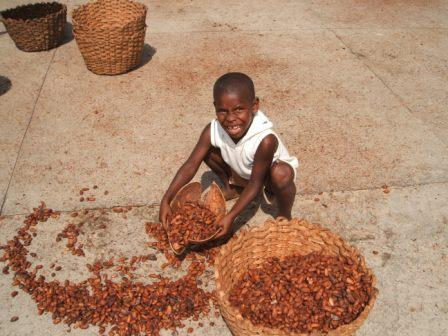
پسر کاکائوها را جمع‌آوری می‌کند پس از خشک کردن دانه‌ها

کودک کار در تولید کاکائو (انگلیسی: Child labor in cocoa production) خردسالانی هستند که در کار تولید کاکائو بکار گرفته می‌شوند. سازمان بین‌المللی کار (اختصاری ILO) کودک کار را اینگونه تعریف کرده‌است: کاری که به سلامت جسمی، روانی و اجتماعی کودک آسیب می‌رساند و او را از مدرسه رفتن بازمی‌دارد، یا زودتر از پایان تحصیل از مدرسه بیرون کشیده می‌شود. اما هرکاری که کودک انجام می‌دهد کار کودک محسوب نمی‌شود، چه اگر کار به کودک صدمه‌ای نرساند و با رفتن او به مدرسه تداخل نداشته باشد اشکالی ندارد بلکه برای کودک مفید است زیرا مهارت و تجربه او را افزایش می‌دهد و کودک را برای کسب موقعیت بهتر در آینده آماده می‌کند.

## بکارگیری کودکان کار در تولید کاکائو
گسترش بکارگیری کودکان کار در تولید کاکائو یک مقوله بحث‌برانگیز است، نه فقط به دلیل ملاحظه استثمار کودکان، بلکه به این دلیل که در سال ۲۰۱۵ تا رقمی برابر ۱۹۰۰۰ کودک به‌طور قاچاق به کشور ساحل عاج به بردگی برده شدند، تا برای تولید کاکائو در این کشور، که بزرگترین تولیدکننده کاکائو در جهان است، بکار گمارده شوند. در این زمینه آفریقای غربی بیشترین توجهات را بخود جلب کرده‌است زیرا مجموعاً ۶۵٪ کاکائوی آفریقا در این منطقه تولید شده‌است، و کشور ساحل عاج در این باب ویژه است زیرا ۳۵٪ دیگر کاکائوی آفریقا در این کشور تولید می‌شود. در کشورهای آفریقای سیاه ۳۰٪ کودکان زیر ۱۵ سال کودکان کار هستند، که اکثراً در مزارع تولید کاکائو بکار گرفته می‌شوند. بیش از ۱٫۸ میلیون کودک در آفریقای غربی درگیر کشت کاکائو هستند. اکثریت تولید کنندگان محصولات شوکولاتی مانند نستله Nestle کاکائو را در بازار بورس کالای ساحل عاج می‌خرند، جایی که کاکائوی این کشور با کاکائوهای مناطق دیگر مخلوط شده و عرضه می‌شود. در سال‌های ۲۰۱۳ تا ۲۰۱۴ رقمی بالغ بر ۱٫۴ میلیون کودک ۵ تا ۱۱ ساله در زراعت کشت کاکائو مشغول بودند، که تقریباً ۸۰۰۰۰۰ نفر آن‌ها در کارهای خطرناک مثل کار با ابزار تیزِ، مواد شیمیائی و حمل بارهای سنگین شرکت داشتند.

## آمار تولید و مصرف کاکائو

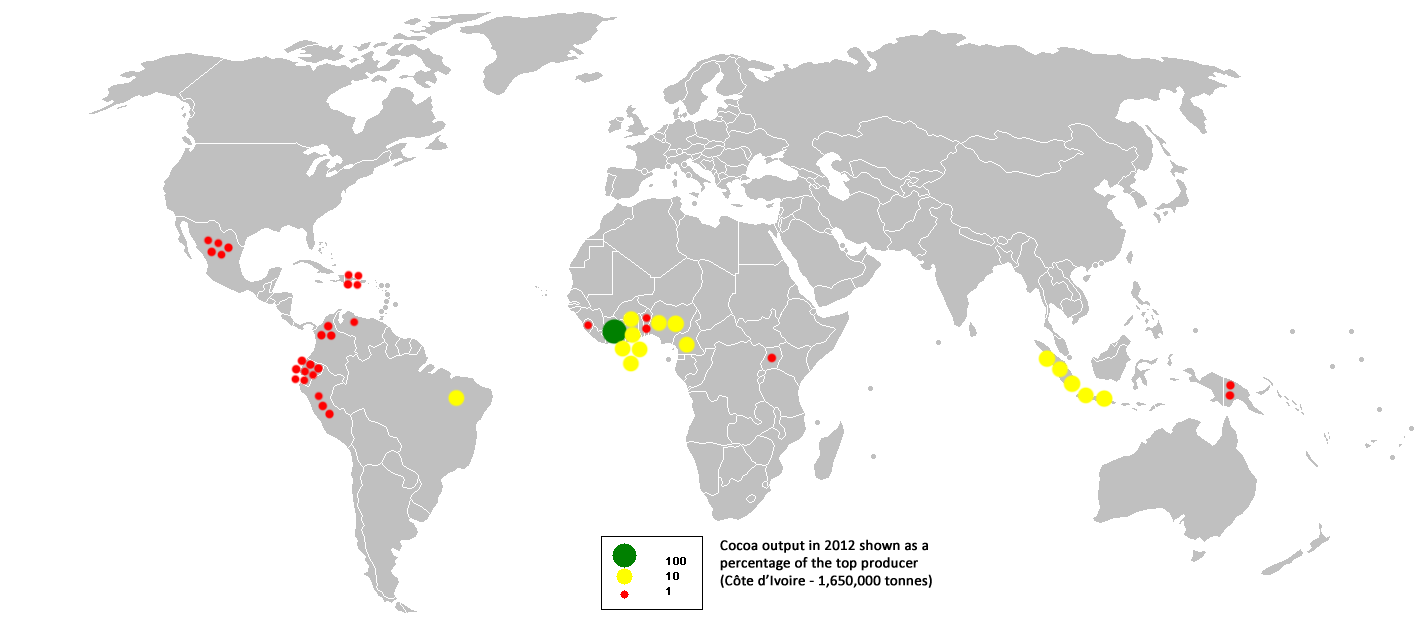
صادرات کاکائو در ۲۰۱۲

در سال‌های ۲۰۰۸ تا ۲۰۰۹ میزان تولید دانه‌های کاکائو در جهان ۳٫۵۴ میلیون تن بود. از این میزان ۲٫۴۵ میلیون تن یعنی (۶۹٪) آن در آفریقا و ۰٫۶۱ میلیون تن یعنی (۱۷٪) آن در آسیا و اقیانوسیه تولید شد و ۰٫۴۸ تن (۱۷٪) هم در کشورهای آمریکایی تولید شد. دو کشور آفریقائی، ساحل عاج و غنا بیش از نیمی از کل کاکائوی جهان را تولید می‌کنند، اولی ۱٫۲۳ میلیون تن و دومی یعنی غنا ۰٫۷۳ میلیون تن کاکائو تولید می‌کنند (بترتیب ۳۵٪ و ۲۱٪).

## شرایط کار کودکان در مزارع تولید کاکائو

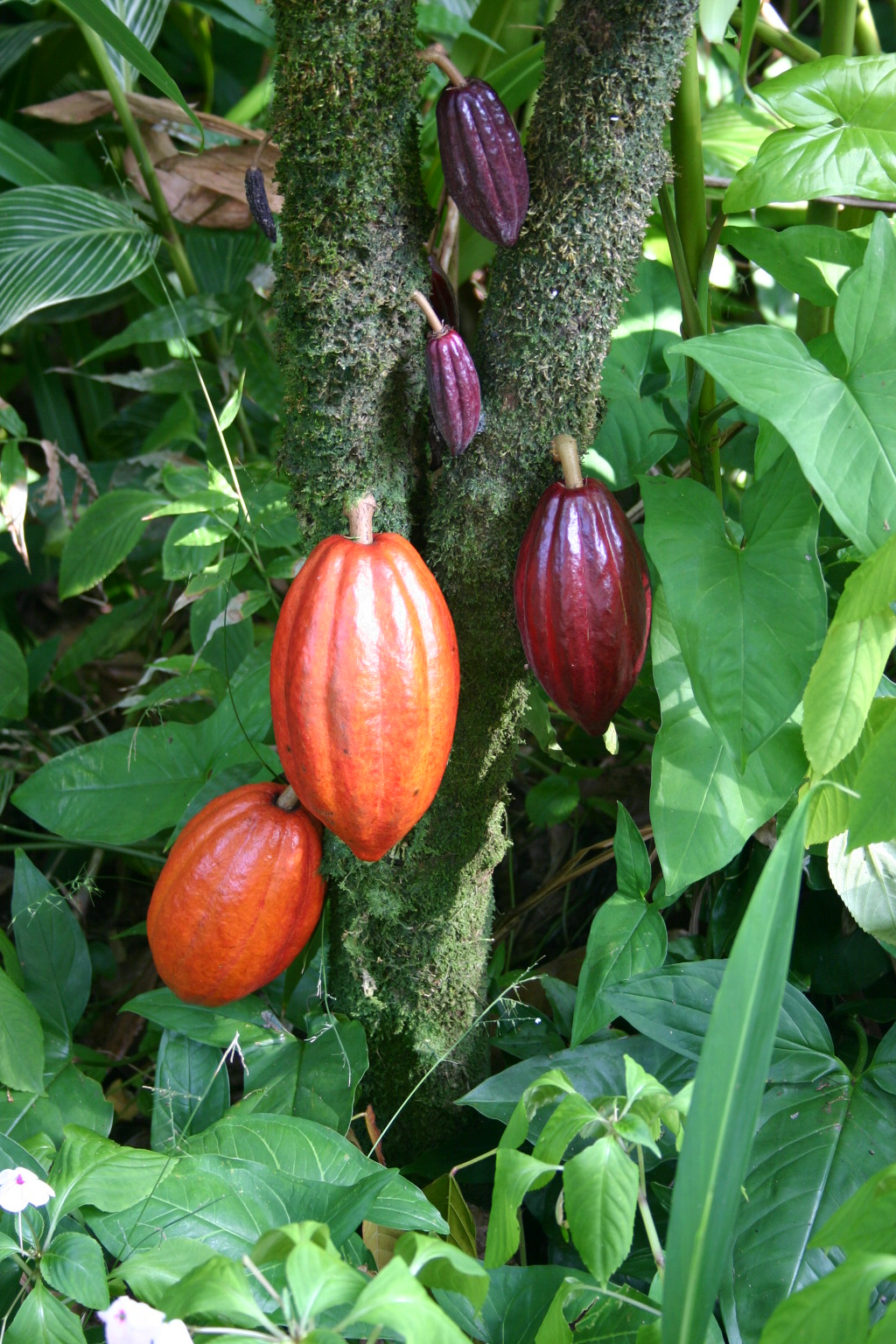
غلات کاکائو در مراحل مختلف رسیدن

در تولید کاکائو عموماً کودکان را به بدترین شکل مورد بهره‌کشی قرار می‌دهند و آن‌ها را به کارهای خطرناک مجبور می‌کنند، از قبیل کار با ابزار یا ماشین‌آلات خطرناک، بارکشی و کارهای طولانی مدت.
مزارع کشت کاکائو را برای دفع آفات و علیه قارچ سمپاشی می‌کنند. برداشت کاکائو محدود به یکبار در سال نیست، بلکه در طول چند ماه از سال این کار انجام می‌شود. جدا کردن پوست دانه‌های کاکائو چندین بار در فصل درو انجام می‌شود، زیرا همه دانه‌ها با هم نمی‌رسند. دانه‌های رسیده را از رنگشان تشخیص می‌دهند. دانه‌های رسیده را از ساقه و شاخه‌های درختان کاکائو به وسیلهٔ چاقوهای تیز که سر یک دسته بلند نصب است جدا می‌کنند. دانه‌ها را از پوسته جدا کرده و دانه‌هایی را که هنوز نرسیده‌اند و مرطوب می‌باشند، را به محل دیگر برای خشک کردن آن‌ها منتقل می‌کنند. طبق نظر سازمان بین‌المللی کار (ILO) بیشتر این مراحل کار برای کودکان خطرناک است. آماده کردن سموم و سمپاشی کار خطرناکی است مخصوصاً که هنگام کار لباس مناسبی پوشیده نمی‌شود. این کارها به وسیلهٔ نوجوانان ۱۵ تا ۱۷ ساله که تجربیاتی در این کارها کسب کرده‌اند انجام می‌شود، اما برای کودکان کوچکتر خطرناک است. پای بسیاری از کودکان شاغل در این کارها اکثراً زخمی است. حمل و انتقال کیسه‌های دانه‌های نارس به محل خشک کردن، به دلیل مسافت زیاد و سنگینی زیاد کیسه‌ها، موجب جراحات و حتی فتق در کارگران می‌شود. مؤسسه بین‌المللی زراعت گرمسیری (اختصاری IITA) اعلام کرد بکارگیری کودکان در تولید کاکائو یک امر شایعی است. این مؤسسه اعلام کرد که ۲۸۴۰۰۰ کودک در آفریقای غربی در کارهای خطرناک تولید کاکائو بکار گرفته شده‌اند. ۶۴٪ این کودکان زیر ۱۴ سال سن دارند و ۴۰٪ آن‌ها دختر هستند. کودکان اغلب کار خود را از ساعت ۶ بامداد شروع و تا ۱۲ ساعت بعد ادامه می‌دهند. این کودکان خیلی کم به مدرسه می‌روند. والدین آن‌ها مانع رفتن کودکان به مدرسه می‌شوند تا در کار مزارع به آن‌ها کمک کنند. ۱۲ ساعت کار روزانه فرصتی برای مدرسه رفتن کودک باقی نمی‌گذارد.

## اقدامات برای نجات کودکان کار در تولید کاکائو
در سال ۲۰۰۱ به دلیل فشار کنگره آمریکا و بایکوت آمریکا و انگلستان، تولید کنندگان شوکولات قول دادند که نیروی کار کودکان را از پروسه تولید کاکائو حذف کنند. شرکت صنایع فریرو Ferrero و شرکت مارس Mars قول دادند به برده گرفتن کودکان در تولید کاکائو را تا سال ۲۰۲۰ خاتمه خواهند داد. در جهت مبارزه با بکارگیری کودکان در تولید کاکائو تولیدکنندگان شوکولات در صدد تهیه برنامه‌هایی در آفریقای غربی هستند تا هوشیاری آفریقائیان را از عواقب کار کودکان بالا ببرند، و نسبت به تحصیل کودکان و به قاچاق بردن آن‌ها حساس باشند.